# Терпсіхора
Терпсіхора (грец. Τερψιχόρᾱ, τερπο — тішу, звеселяю та грец. χοροσ — хор; танок) — дочка Зевса й Мнемосіни, за одним із міфів, мати сирен; муза танців і хорового співу. Терпсіхору пов'язують з Діонісом, їй приписують атрибут цього бога — плющ (про що свідчить напис на Геліконі, присвячений Терпсіхорі) .
У переносному значенні Терпсіхора — балерина.

## Міфологія

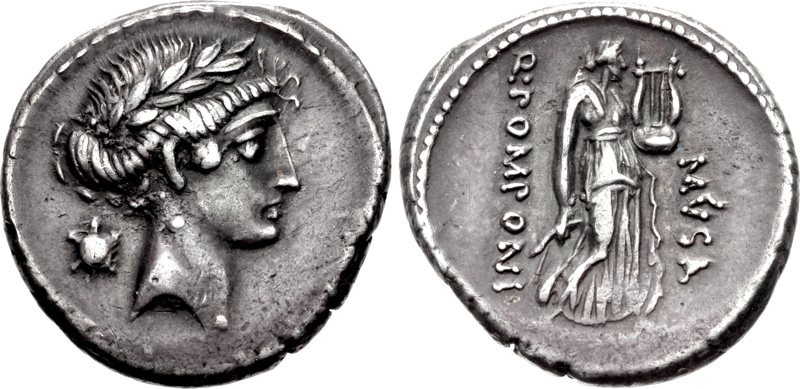
Терпсіхора на монеті Квінта Помпонія Музи, 66 рік до н.е.

Вважається покровителькою танців і хорового співу. Її зображували у вигляді молодої жінки, з посмішкою на обличчі; іноді в позі танцівниці; часто вона сидить та грає на лірі.
Характерні атрибути:
- вінок на голові;
- в одній руці тримала ліру, а в іншій плектр.

Вважається матір'ю сирен (батько — річковий бог Ахелой) і співака Ліна (за іншою версією, його мати — муза Уранія). За Гігіном — мати Евмольпа.